# Asparagus pastorianus
Asparagus pastorianus là một loài thực vật có hoa trong họ Măng tây. Loài này được Webb & Berthel. mô tả khoa học đầu tiên năm 1846.